# زبان شامپنوآ
زبان شامپنوآ زبانی هندواروپایی از شاخه زبان‌های رومی است که جمعیت بسیار اندکی در فرانسه و بلژیک بدان تکلم می‌کنند.این زبان از زبان‌های اوییل محسوب می‌شود.